# Парк имени Хусейна бен Талала
Парк имени Хусейна бен Талала — один из парков города Грозного. Находится в центральной части Байсангуровского района, располагается между улицами Абдаллы II Бен Аль-Хусейна и Лисицина. Является одним из популярных мест для отдыха.

## История
Бывший парк имени Павла Мусорова основан в 1939 году. Своё название он получил в честь героя стодневных боев за Грозный пулемётчика Павла Мусорова, спустя 20 лет со дня его гибели. В советское время стал любимым местом отдыха грозненцев. В центральной его части стояло здание летнего кинотеатра (ныне разрушено), сеть дорожек, спортивная площадка, а ближе к улице Лисицина рядом с частным сектором на постаменте стоял самолёт «Ту-134». Со стороны улицы Павла Мусорова проходила старая трамвайная линия вдоль всей зеленой зоны, ведущая в гору.
На противоположной стороне от парка находились старые здания Городского комитета образования и средней школы № 5, в котором размещался военный госпиталь раненых бойцов советской армии во время Великой Отечественной войны. Центральный вход в парк представлен обелиском героям Гражданской войны 1918—1920 годов. Памятник был установлен в 1954 году. Парк сильно пострадал в период первой и второй чеченских войн.

## Современная реконструкция
В 2011 году территорию парка переименовали в честь короля Иордании (с 1952 по 1999 годы) Хусейна бен Талала, а к 2018 году он полностью преобразился. Авторами нового проекта парка стали специалисты норвежского архитектурного бюро «Snøhetta», которое занималось реконструкцией Таймс-сквер в Нью-Йорке.
Благоустроенный парк отдыха открылся весной 2018 года к 200-летию города Грозного.
В нём появилось новое освещение, пруд, сотни деревьев, кустарников и спортивные площадки. В парке высажено свыше 600 деревьев и кустарников самых разных видов, архитекторы создали пешеходную сеть, в зону озеленения входят так называемые в обиходе фруктовые тропы, для чего вдоль пешеходных троп высажены деревья — вишня, абрикос, слива, орех. При этом сохранены десятки существующих деревьев. В центре парка, установлено функциональное и декоративное освещение.
Пруд расположен в самом его центре, на который выходит открытая сцена и амфитеатр. В парковой зоне также появился ряд новых объектов, в частности, площадка для уличных видов спорта, камера хранения, детская игровая площадка, площадка для проведения различных праздничных мероприятий, универсальные спортивные площадки, скейт-парк, воркаут.
Общая территория парка составляет 63,5 тыс. квадратных метров, а площадь озеленения составила 39,8 тыс. квадратных метров.

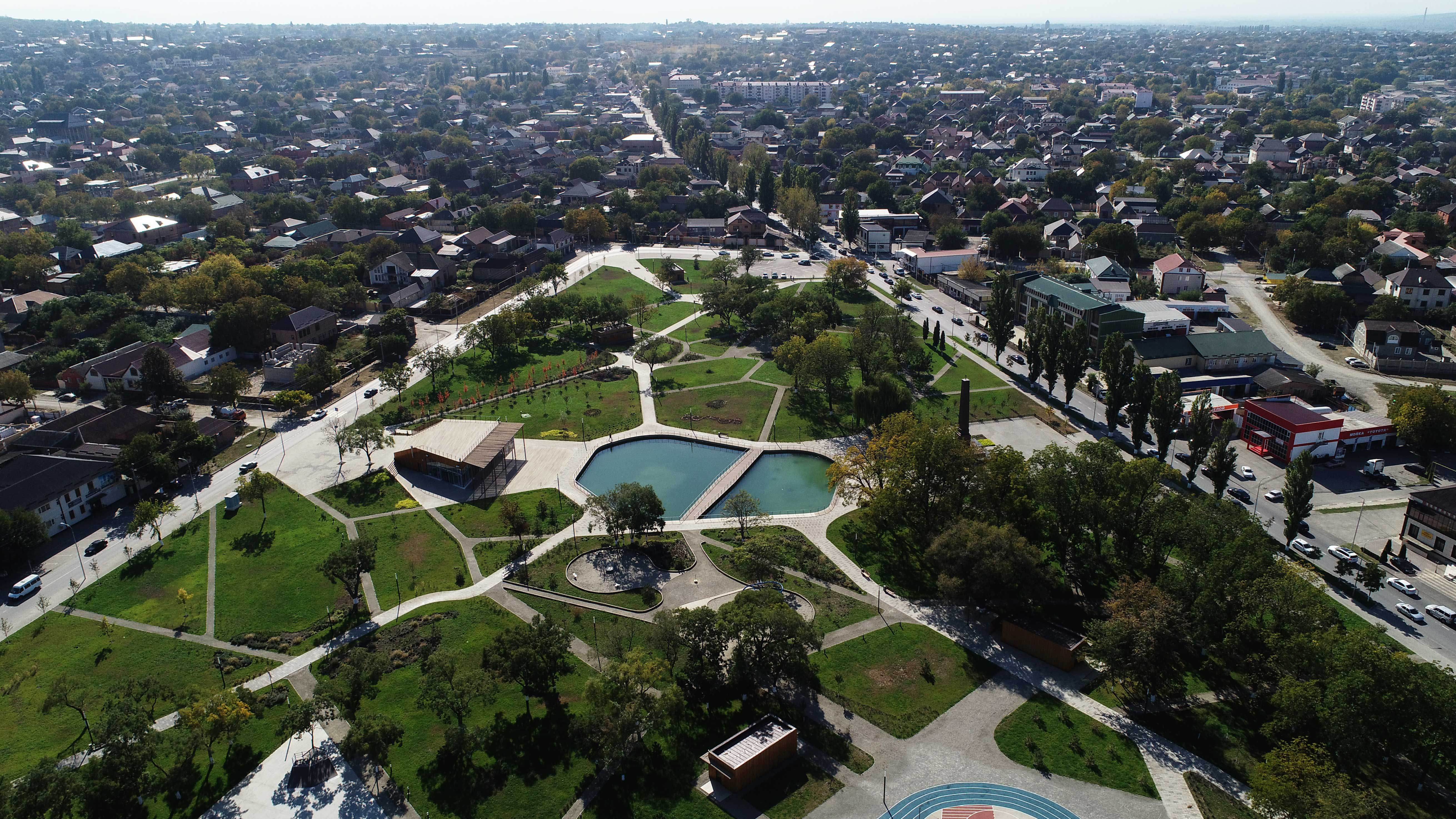
Панорама Парка (2018)

## Галерея

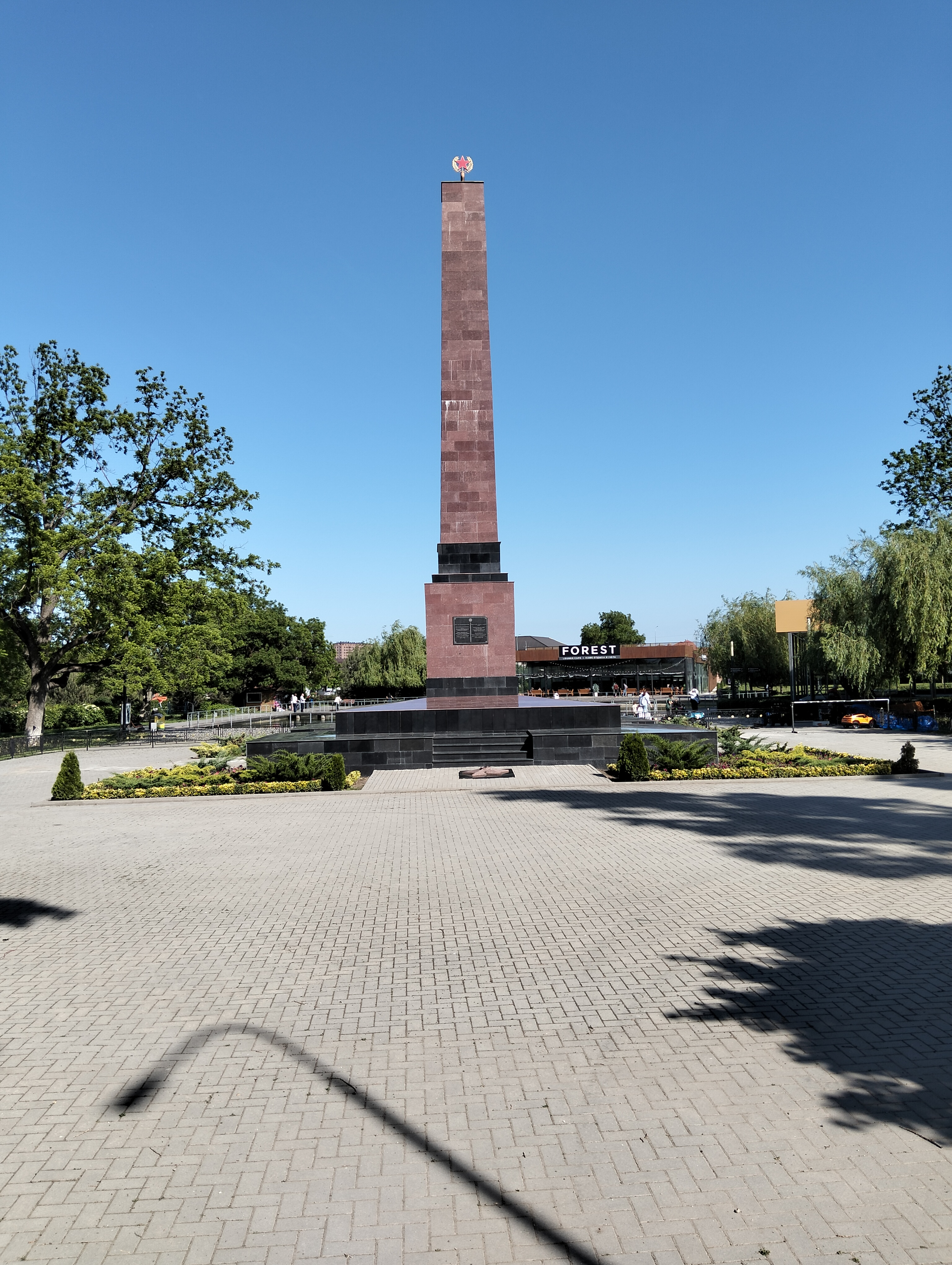
Главный вход в парк, 2021 год
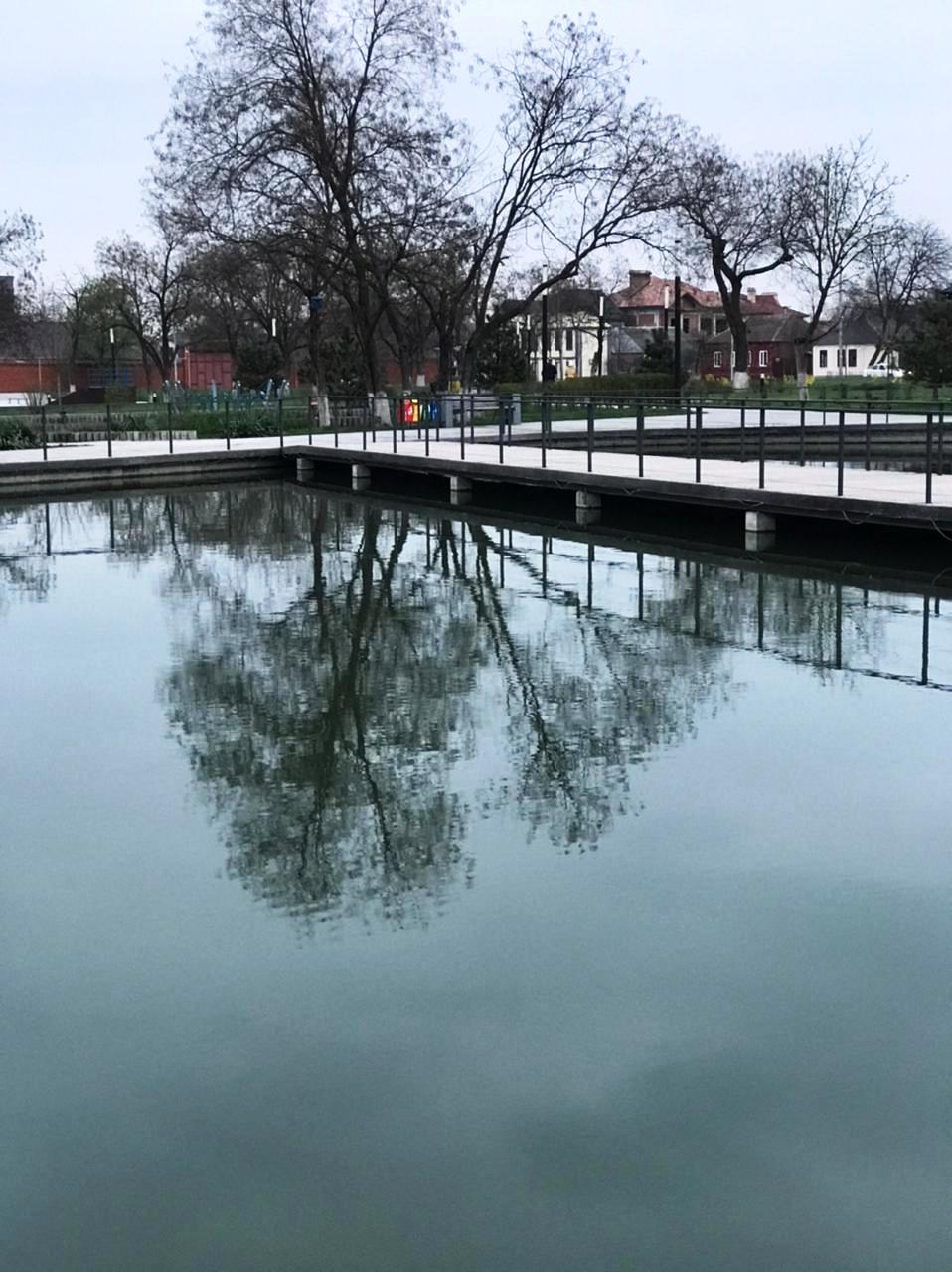
Пруд в центральной части парка
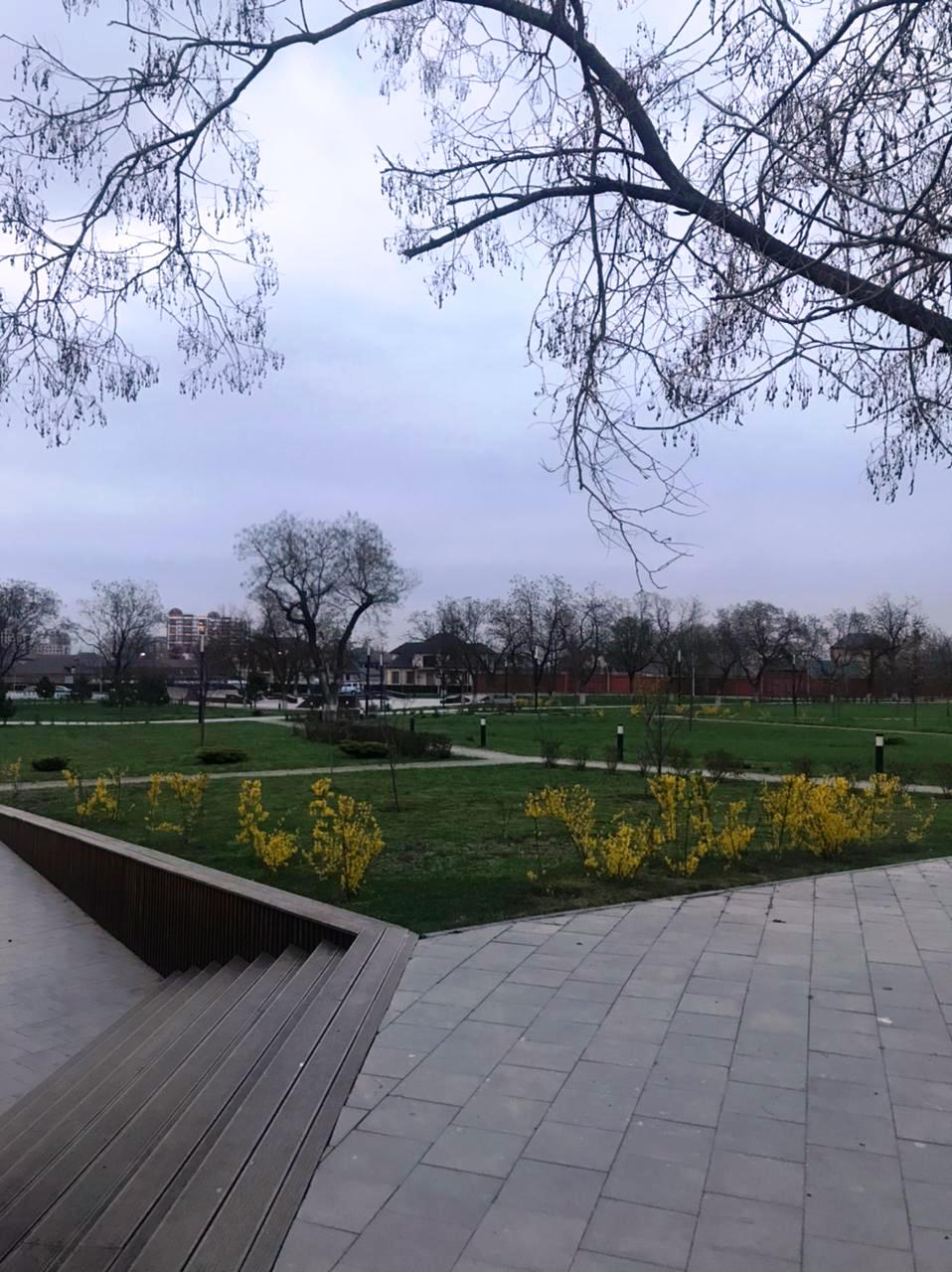
Сеть пешеходных дорожек
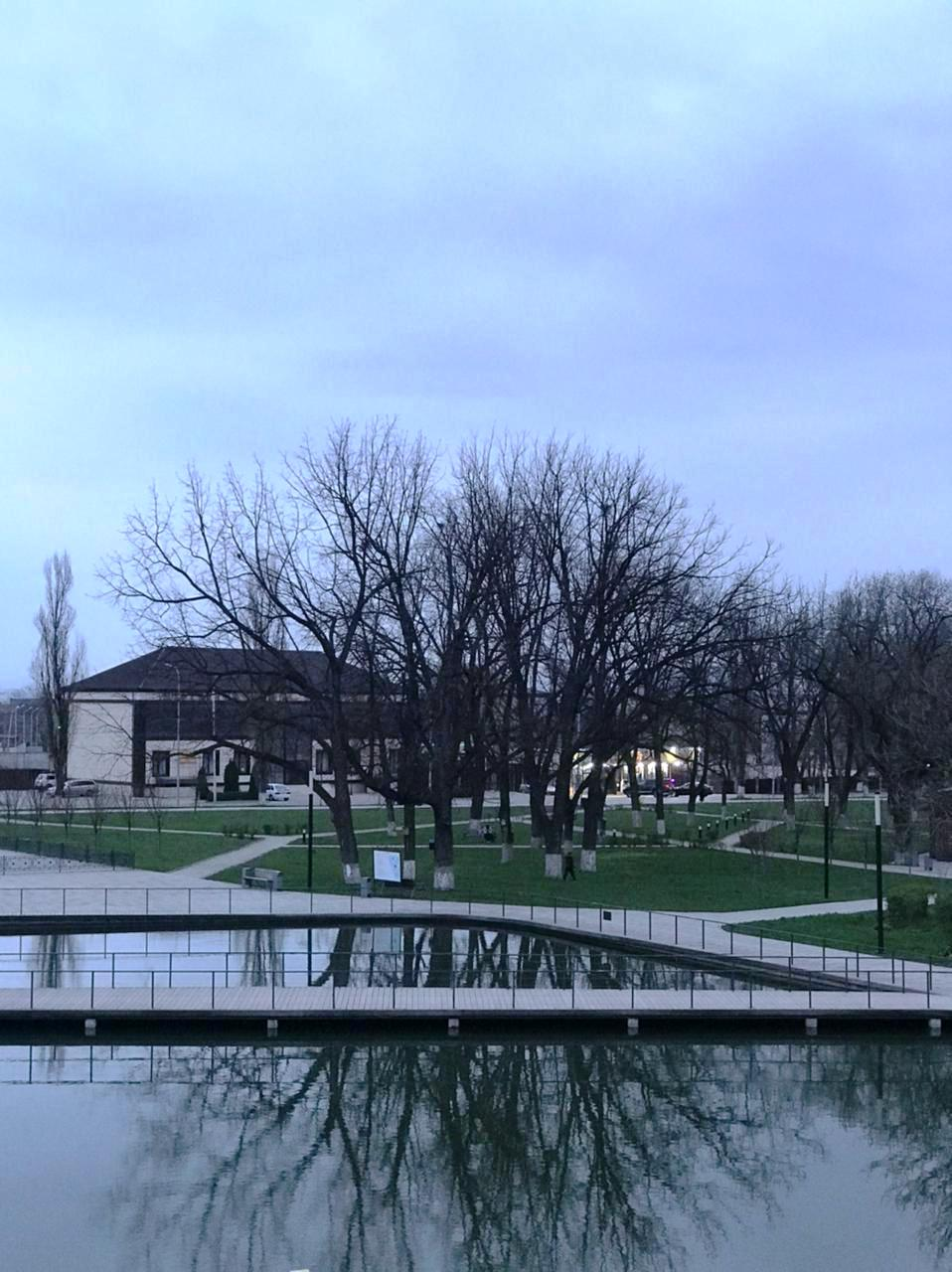
Мостик в парке, вид со стороны улицы Лисицина
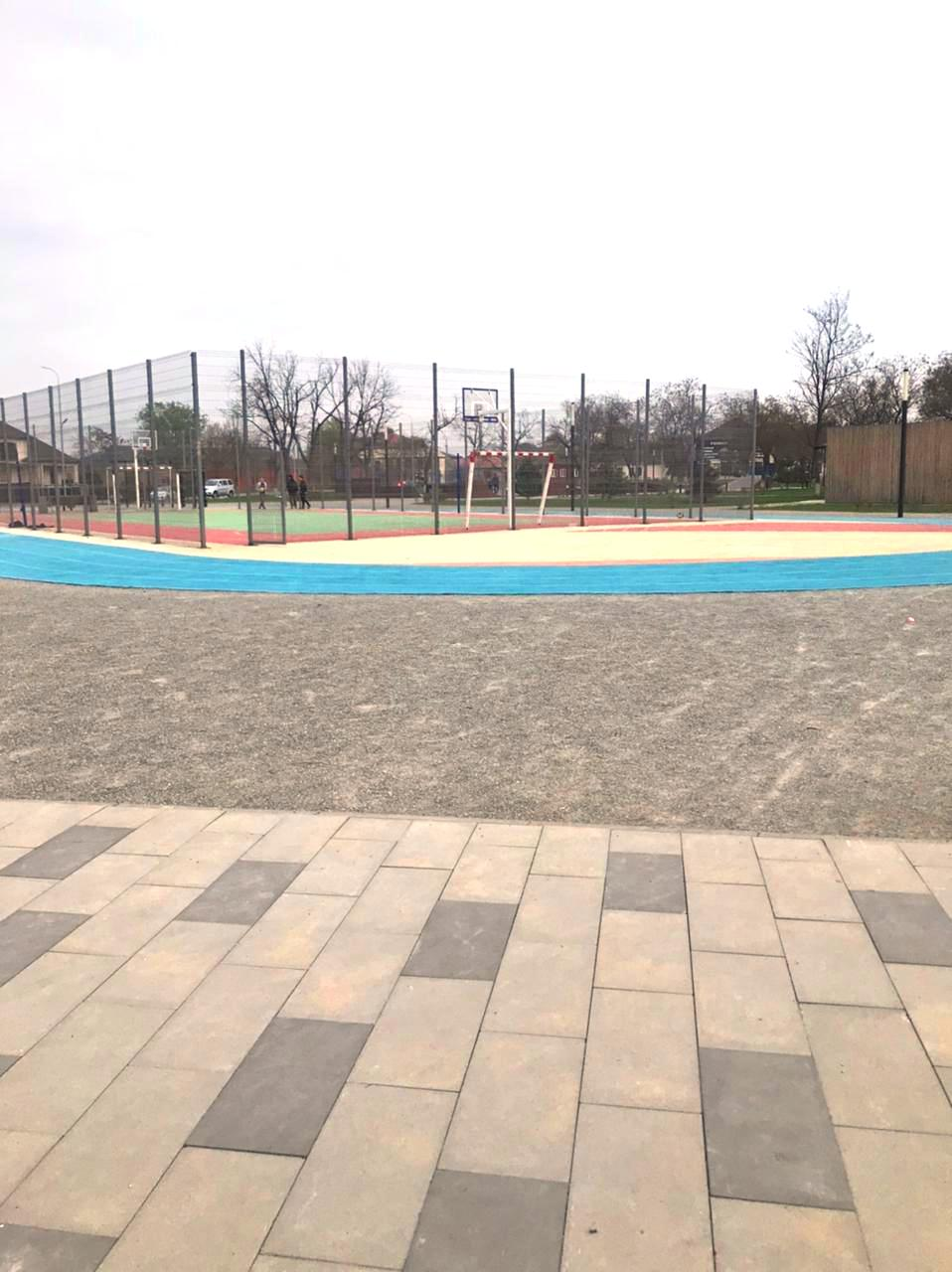
Спортивная площадка
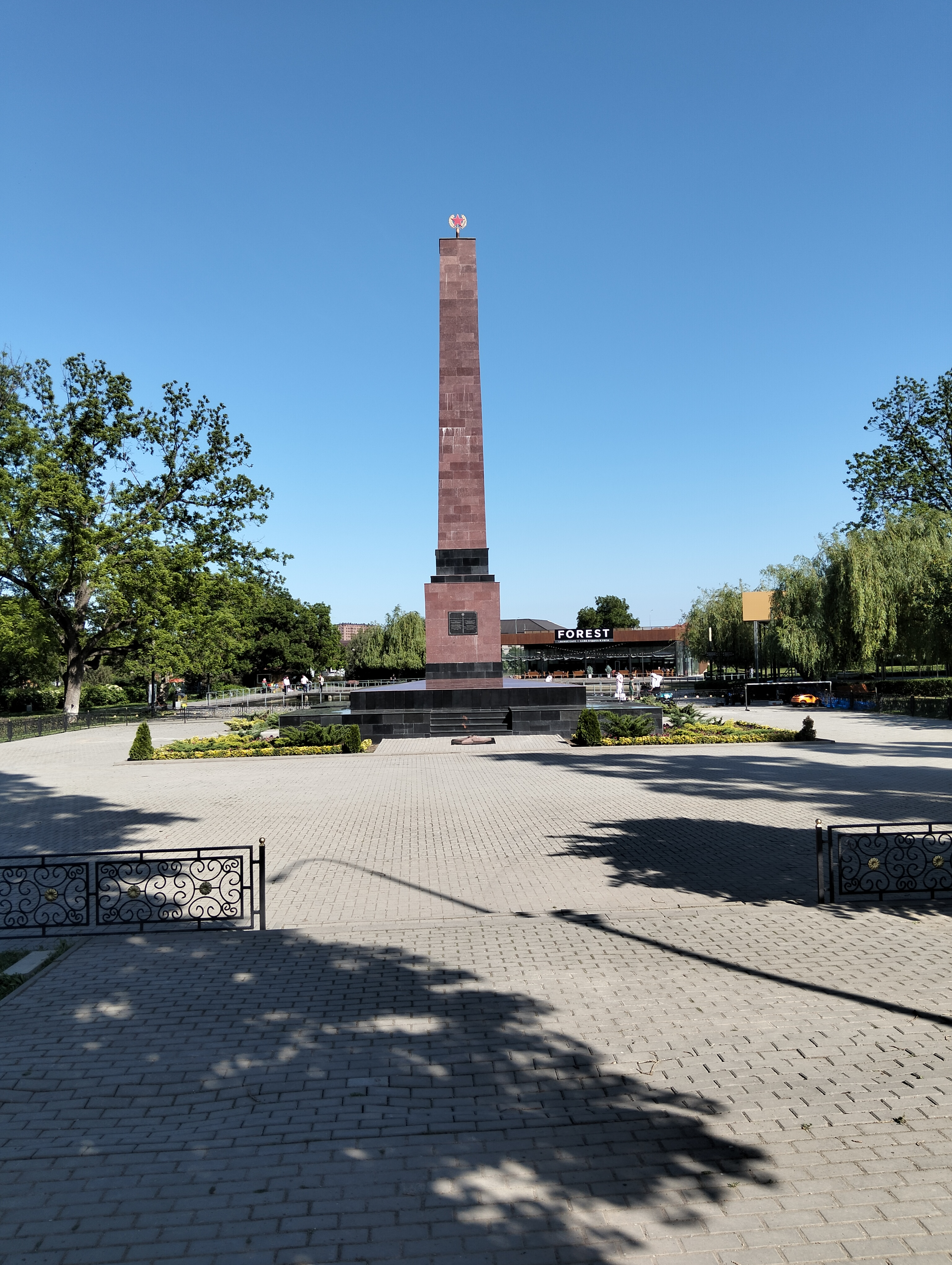
Обелиск героям Гражданской войны (1918—1920 гг.)
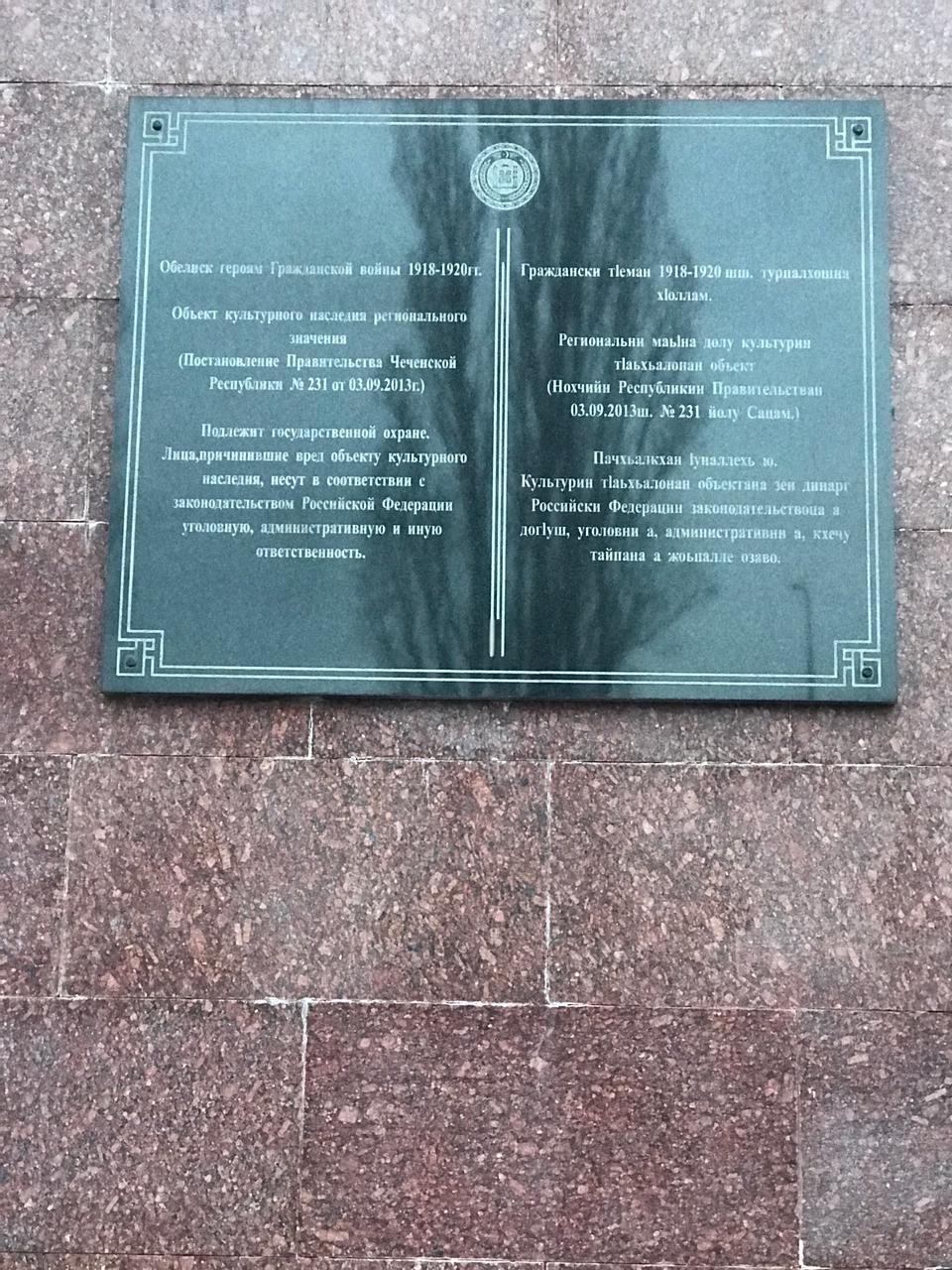
Табличка на обелиске, 2021 год